# Jürgen Schrötteringk (Oberalter, 1615)
Jürgen Schrötteringk (* 3. Mai 1615 in Hamburg; † 24. März 1667 ebenda) war ein deutscher Kaufmann und Hamburger Oberalter.

## Herkunft und Familie
Schrötteringk war ein Sohn des Hamburger Bürgermeisters Johann Schrötteringk (1588–1676) aus dessen erster Ehe mit Anna Hartiges.
Am 28. Juni 1641 heiratete er Margaretha Münden, eine Tochter aus der zweiten Ehe des Oberalten und Ratsherrn Johann Münden (1564–1638).

## Leben und Wirken
Schrötteringk übernahm als Kaufmann und Bürger verschiedene Ämter in Hamburg. Am 21. März 1643 wurde er an die Bieraccise, im selben Jahr an den Admiralitätszoll und am 14. August 1644 an die Brotordnung gewählt. Im Jahr 1645 wurde er mit der Verwaltung der Hamburger Wallanlagen beauftragt und im selben Jahr zum Kriegskommissar und an den Bakenzoll, welcher zur Sicherung der Elbschifffahrt erhoben wurde, gewählt. 1647 wurde Schrötteringk Jurat und Bauhofsbürger, am 31. Januar 1650 Bancobürger und am 3. März 1651 bürgerlicher Richter am Niedergericht.
Am 4. Juli 1653 wurde Schrötteringk, als Nachfolger von Hans Landerhusen (1594–1653), zum Oberalten im Kirchspiel Sankt Jacobi gewählt. Als solcher wurde Schrötteringk 1654 Vorsteher der Sankt Gertrud-Kapelle, 1657 Leichnamsgeschworener und 1659 Präses des Kollegiums der Oberalten. Er starb 1667. Jobst Bandt (1609–1679) folgte ihm als Oberalter nach.